# فاب-500
فاب-500 (بالروسية: ФАБ-500) هي قنبلة عامة سوفيتية الصنع، تزن 500 كيلوجرام، يجري إسقاطها من الجو برأس حربي شديد الانفجار، تستخدمها القوات الجوية الفضائية الروسية في المقام الأول، إلى جانب الجمهوريات السوفيتية السابقة ودول أخرى. طُرح النموذج الأصلي M-54 في عام 1954، وصُمم لتحمله القاذفات الثقيلة بداخلها، وكانت نسخة M-62 منخفضة السحب في عام 1962 مخصصة للحمل الخارجي للقاذفات المقاتلة. كانت النماذج المبكرة غير موجهة، ذات فتيل أنف واحد، ومتوافقة مع معظم نماذج الطائرات السوفيتية.
تستخدم أحدث إصدارات القنبلة FAB-500 نظام وحدة التصحيح والانزلاق الموحدة، وهو نظام مجنح طُور بعد حرب أوكرانيا عام 2022، للتوجيه الدقيق عبر الأقمار الصناعية وزيادة المسافة التي يمكن منها إسقاط القنبلة.

## التاريخ التشغيلي
استُخدمت فاب-500 على نطاق واسع فوق أفغانستان من قبل القوات السوفيتية والقوات الأفغانية المتحالفة في الثمانينيات واستُخدمت في الحرب الأهلية السورية 2011-2019، حيث ألقتها الطائرات الحربية الروسية والسورية.

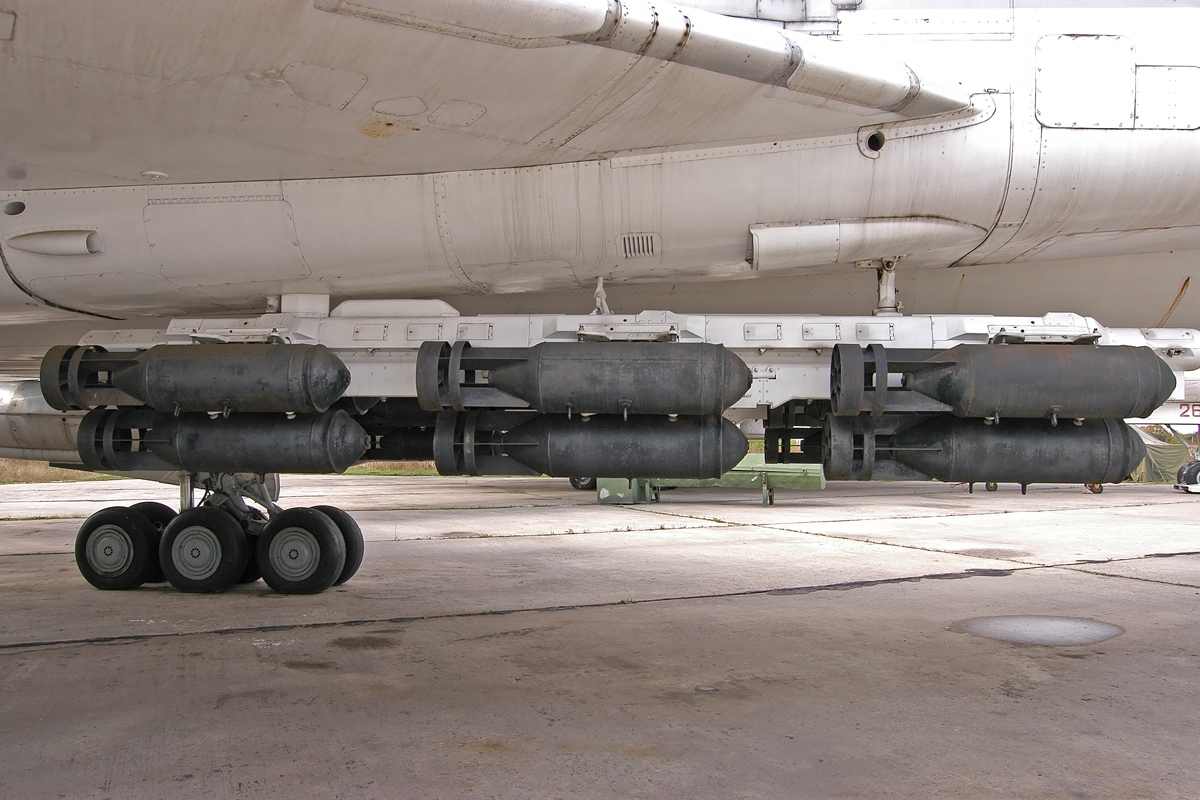
القاذفة الاستراتيجية تي يو-22 يمكنها حمل ما يصل إلى 18 قنبلة من طراز فاب-500

استُخدم الطراز M62 من قبل القوات العسكرية الروسية في الغزو الروسي لأوكرانيا عام 2022. في 13 مارس 2022 و14 مايو 2022، عُثر على قنابل من طراز FAB-500 في مدينتي تشيرنيجوف وأوديسا الأوكرانيتين.
في مارس 2023، أطلقت طائرات سو-35 الروسية عددًا من قنابل FAB-500 M-62، والتي أشار حطامها إلى أنها كانت مزودة بوحدة التصحيح والانزلاق الموحدة، وهي مجموعة انزلاق تتضمن أجنحة منبثقة. من غير المعروف ما إذا كانت هذه الطائرات مزودة بنظام ملاحة داخلي، أو ما إذا كانت مزودة بأجنحة لمجرد توسيع النطاق إلى ما يصل إلى 70 كلم. ويُعتقد أيضًا أن هذه القنابل الموجهة تمنح الطائرات الروسية القدرة على ضرب الأهداف الأوكرانية دون المخاطرة بالتعرض للدفاعات الجوية الأوكرانية.
اعتبارًا من مايو 2023، استمرت روسيا في استخدام القنابل الانزلاقية من طراز FAB-500 المزودة بنظام التصحيح والانزلاق في أوكرانيا، حيث أسقطت ما يصل إلى 20 منها يوميًا، وتفتقر الدفاعات الجوية الأوكرانية إلى القدرة على اعتراضها. وبحسب ما ورد، بدأ التدريب الكامل للطيارين الروس على استخدام القنابل في نوفمبر 2023.
وفقًا لمعهد دراسة الحرب ، فإن FAB-500 "تحمل وزنًا متفجرًا يبلغ 150 كيلوجرامًا، ونصف قطر الضرر الذي تسببه 250 مترًا، ويمكنها تدمير المقرات والمستودعات والمنشآت الخرسانية والخرسانية المسلحة."

## الغلاف التشغيلي (FAB-500 M-62)
- ارتفاع الإطلاق: 570–12,000 متر (1,870–39,400 قدم)
- سرعة الإطلاق: 500–1,900 كيلومتر في الساعة (311–1,180 ميل/س)[19]

## المشغلون
- روسيا
- إندونيسيا
- الهند
- مالي
- ماليزيا
- فيتنام
- فنزويلا